# Saint Mary Lake
Saint Mary Lake is na Lake McDonald het grootste meer in het Glacier National Park in de Amerikaanse staat Montana. Het meer is ongeveer 15 kilometer lang heeft een maximale diepte van 100 meter. Tijdens de winter is het meer meestal bevroren. In het meer leven verschillende soorten zalm en forel.

## Gallery

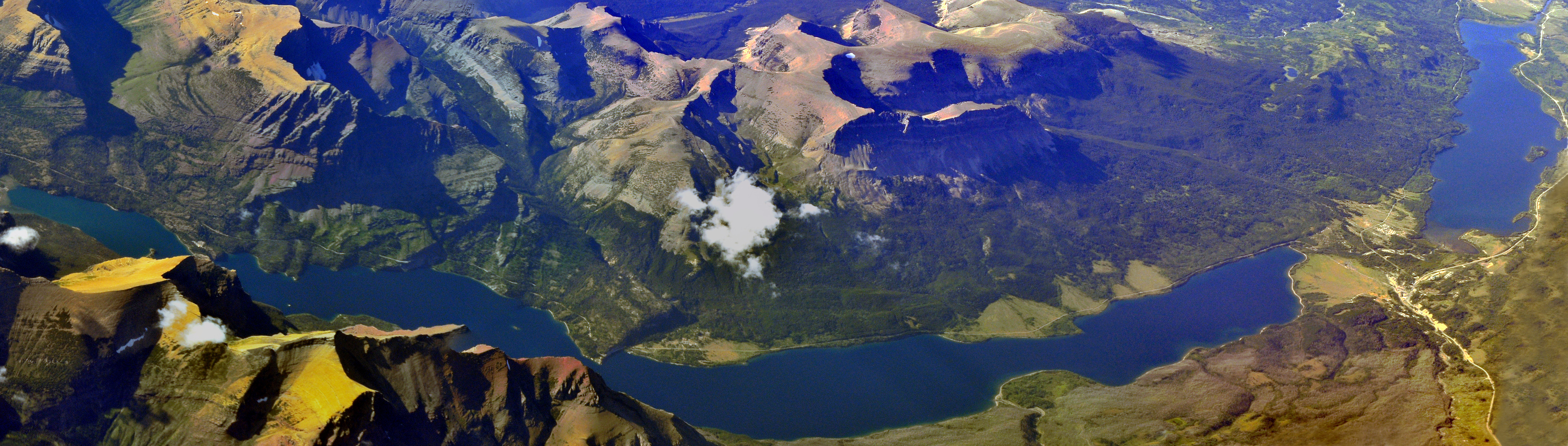
Aerial panorama
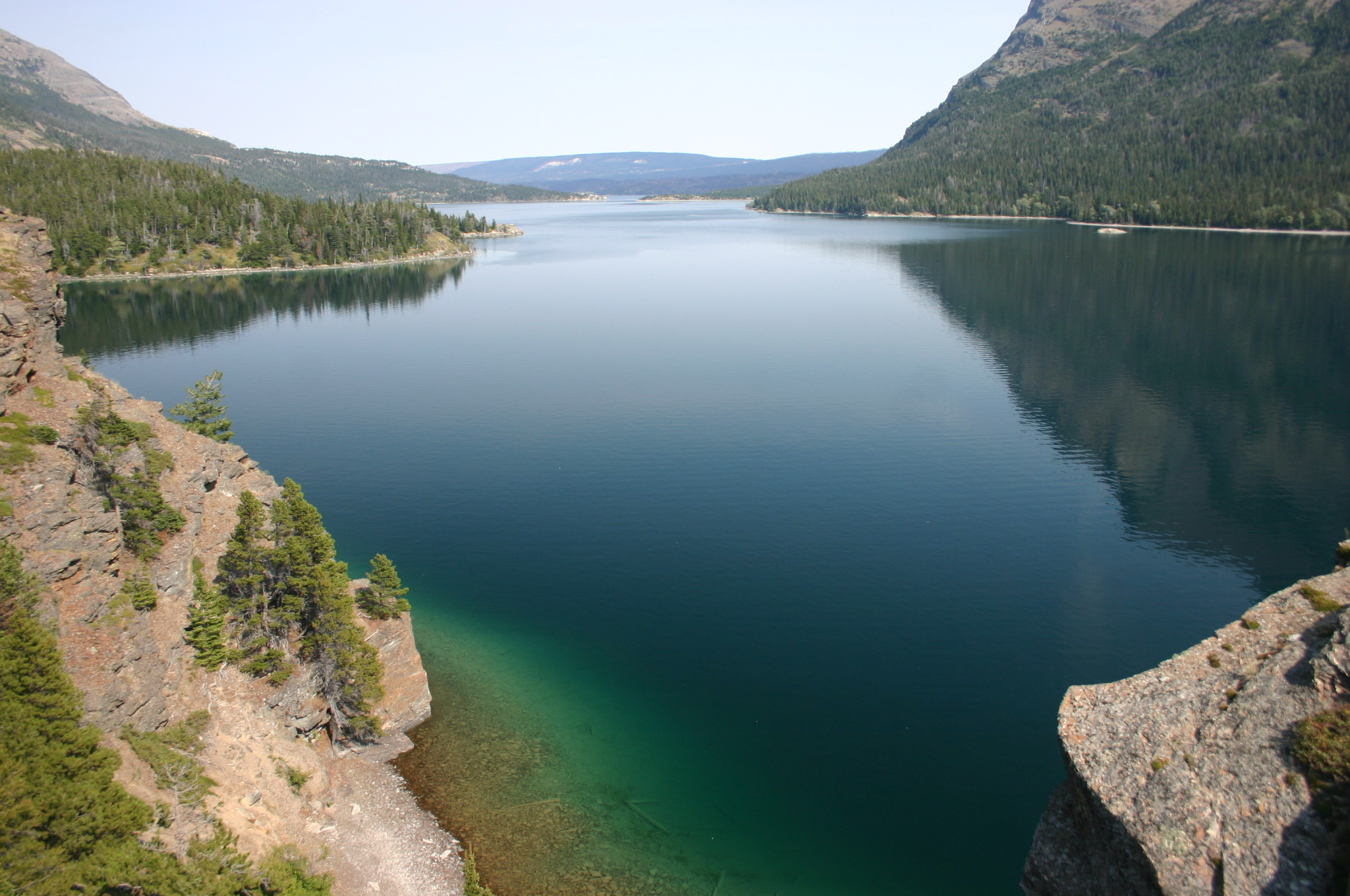
From Sun Point
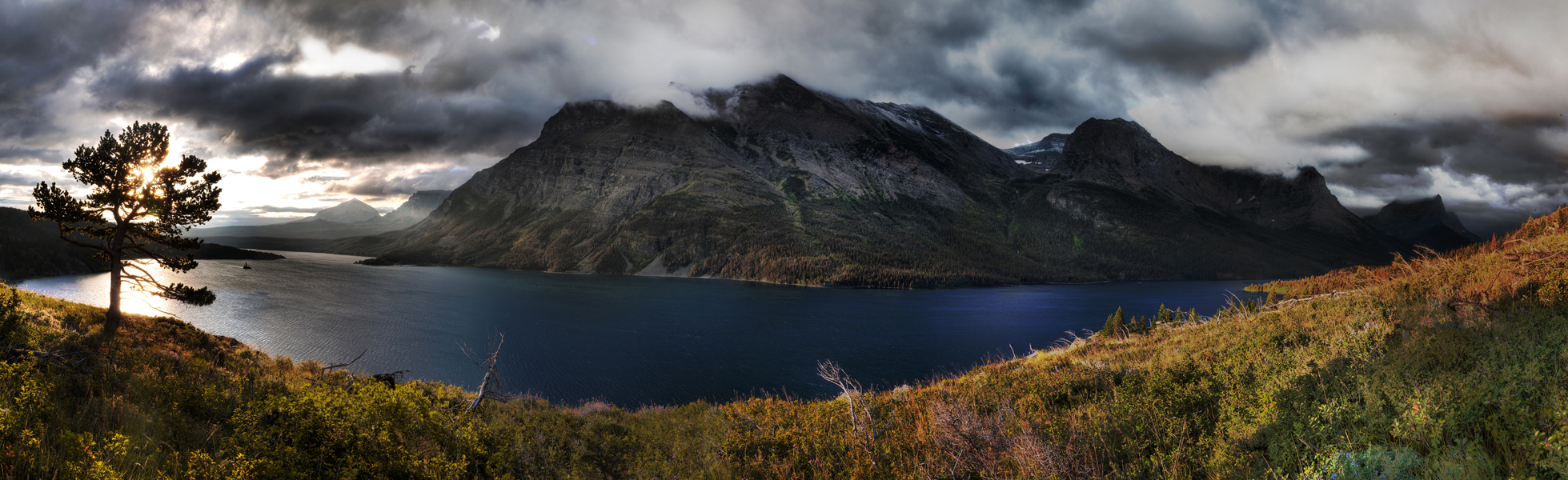
Lakeside panorama